# Ponttor

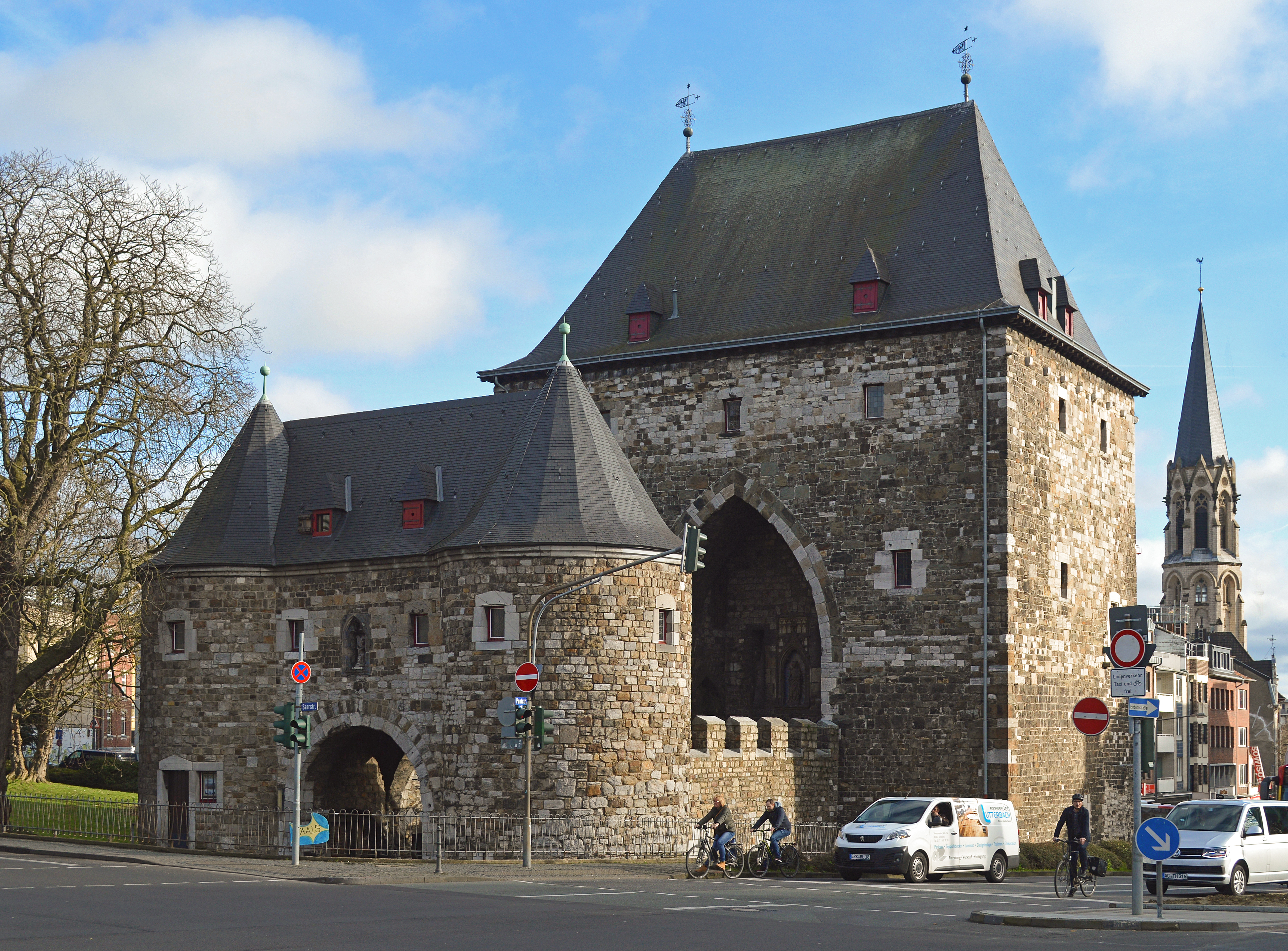
Ponttor mit Vortor

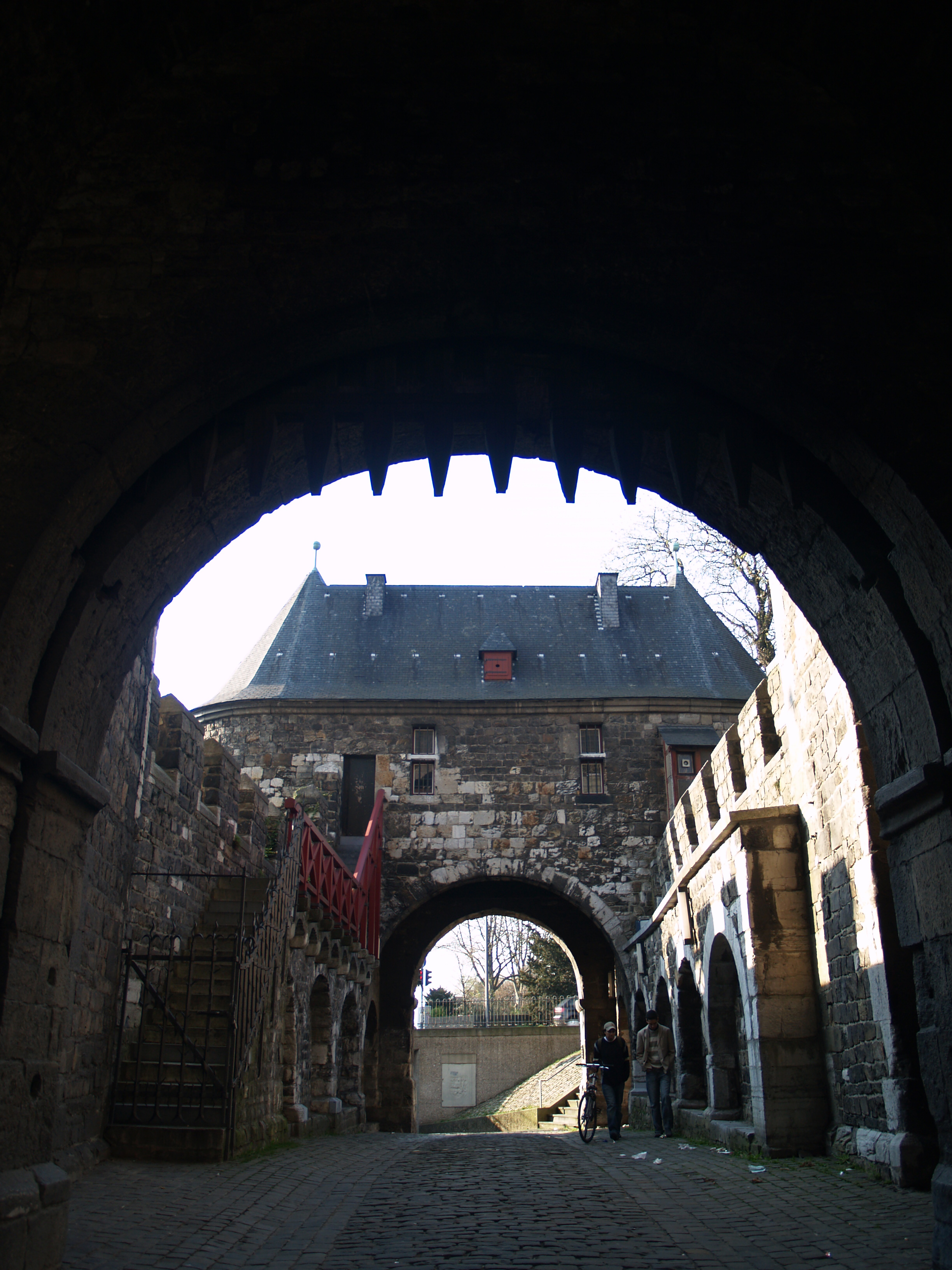
Ponttor, Torzwinger mit Blick auf das Vortor

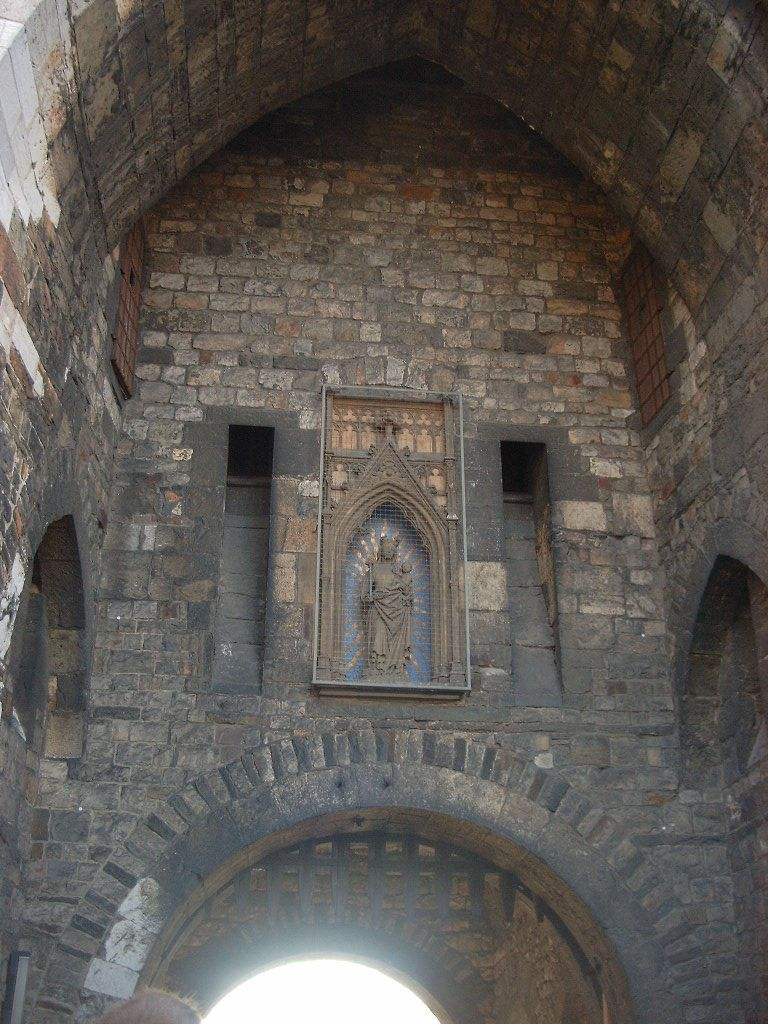
Maria als Schutzheilige im Bogen des Haupttores, Zwingerseite

Das Ponttor in Aachen, zeitweise (17./18. Jahrhundert) auch Brückenpforte oder -thor genannt, ist das westliche der beiden Nordtore der ehemaligen äußeren Aachener Stadtmauer. Neben dem Marschiertor im Süden ist das Ponttor eines der beiden heute noch erhaltenen der ehemals elf Stadttore der damaligen freien Reichsstadt Aachen. Bewacht wurden diese von den Freihen Reichsstädtischen Stadtsoldaten und eigenen Stadtmilizen. Das Ponttor wurde gegen Anfang des 14. Jahrhunderts erbaut, als neue Siedlungen und Kirchen außerhalb der alten Stadtmauer eine zweite Stadtbefestigung erforderten. Heute wird es von der Deutschen Jungenschaft Aachen und von Pfadfindergruppen des Deutschen Pfadfinderbundes, der Deutschen Pfadfinderschaft Sankt Georg und des Deutschen Pfadfinder*innenbundes Mosaik als Heim genutzt.

## Beschaffenheit
Das Ponttor besteht aus einer rechteckigen dreistöckigen Torburg. Im hohen Hauptportal sind sowohl ein Fallgatter als auch eine Pechtraufe vorhanden. Ein Brückengang mit Zinnen (Torzwinger), der sich seinerzeit über dem Wassergraben befand, wird wehrtechnisch noch von einem Vortor mit zwei Türmen verstärkt (Barbakane). Das Baumaterial besteht aus oberdevonischen Condroz-Sandsteinen, oberkarbonischen Kohlensandsteinen und Tertiärquarziten, die Rahmungen sind vorwiegend aus hellerem Blaustein gefertigt.

## Erklärung des Namens
Es ist zwar so, dass Aachen von einer Vielzahl an Flüsschen und Bächen durchzogen wird, allerdings nicht in der Nähe des Ponttors, obwohl der Name durchaus an lat. pons „Brücke“ erinnert. Tatsächlich wurden in Aachen zuerst die Stadtviertel und danach erst die Straßen benannt. Der Name des Ponttors rührt deshalb daher, dass es im Pontviertel liegt. Dieses Viertel erhielt seinen Namen von einer Brücke. Zur Zeit der Römer lag die Stadtbefestigung dort, wo sich heute der Annuntiatenbach, benannt nach dem ehemaligen dortigen Annuntiatenkloster Aachen, befindet. An der Stelle, an der man die Stadt in nördlicher Richtung verlassen konnte, befanden sich ausgedehnte Sümpfe, die mittels einer Brücke überquert werden konnten. Die später in dieser Gegend erbauten Gebäude wurden anschließend Pontviertel genannt, da sie jenseits der Brücke lagen, womit sich der Name des Tores erklärt.

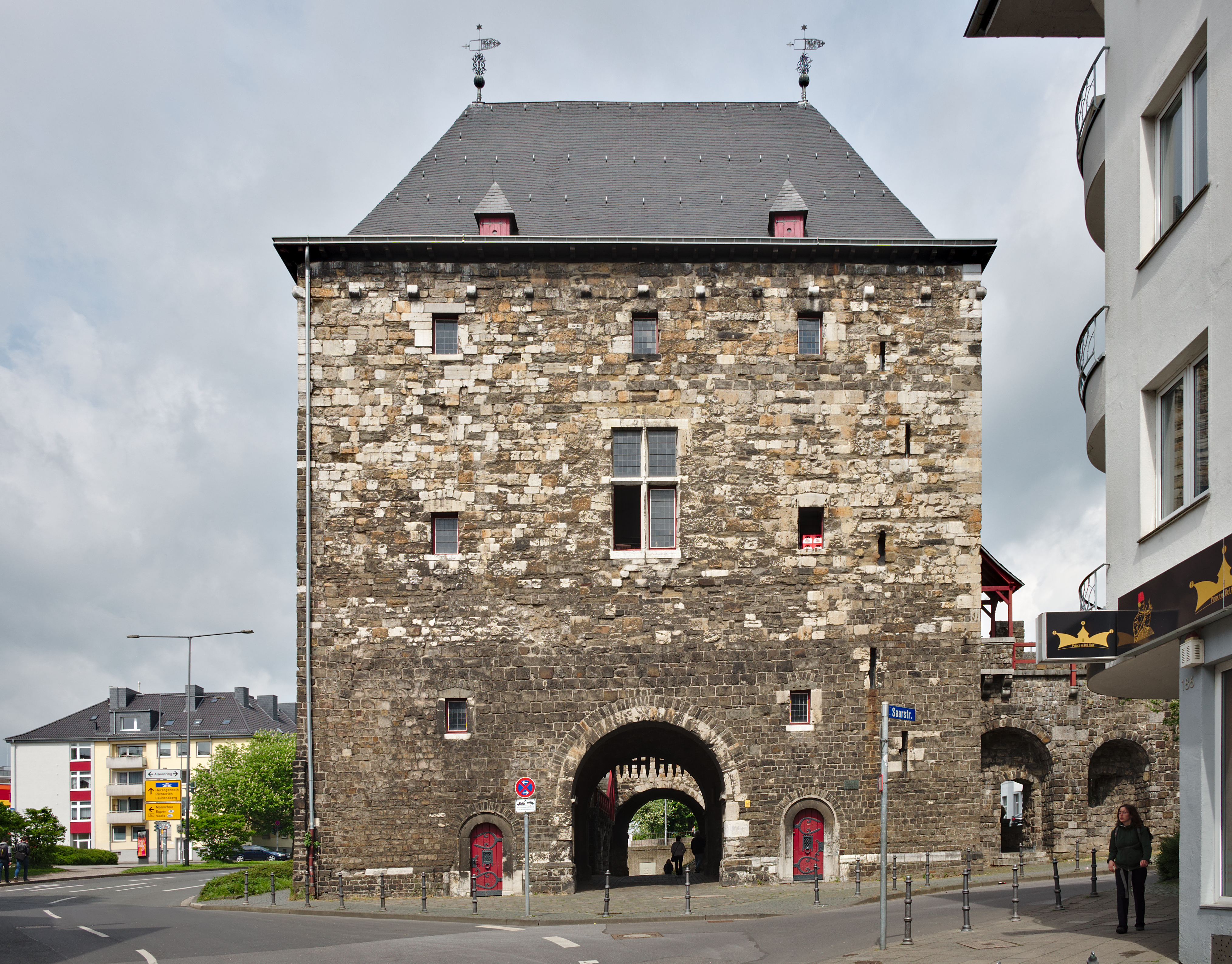
Stadtseite (Süden)
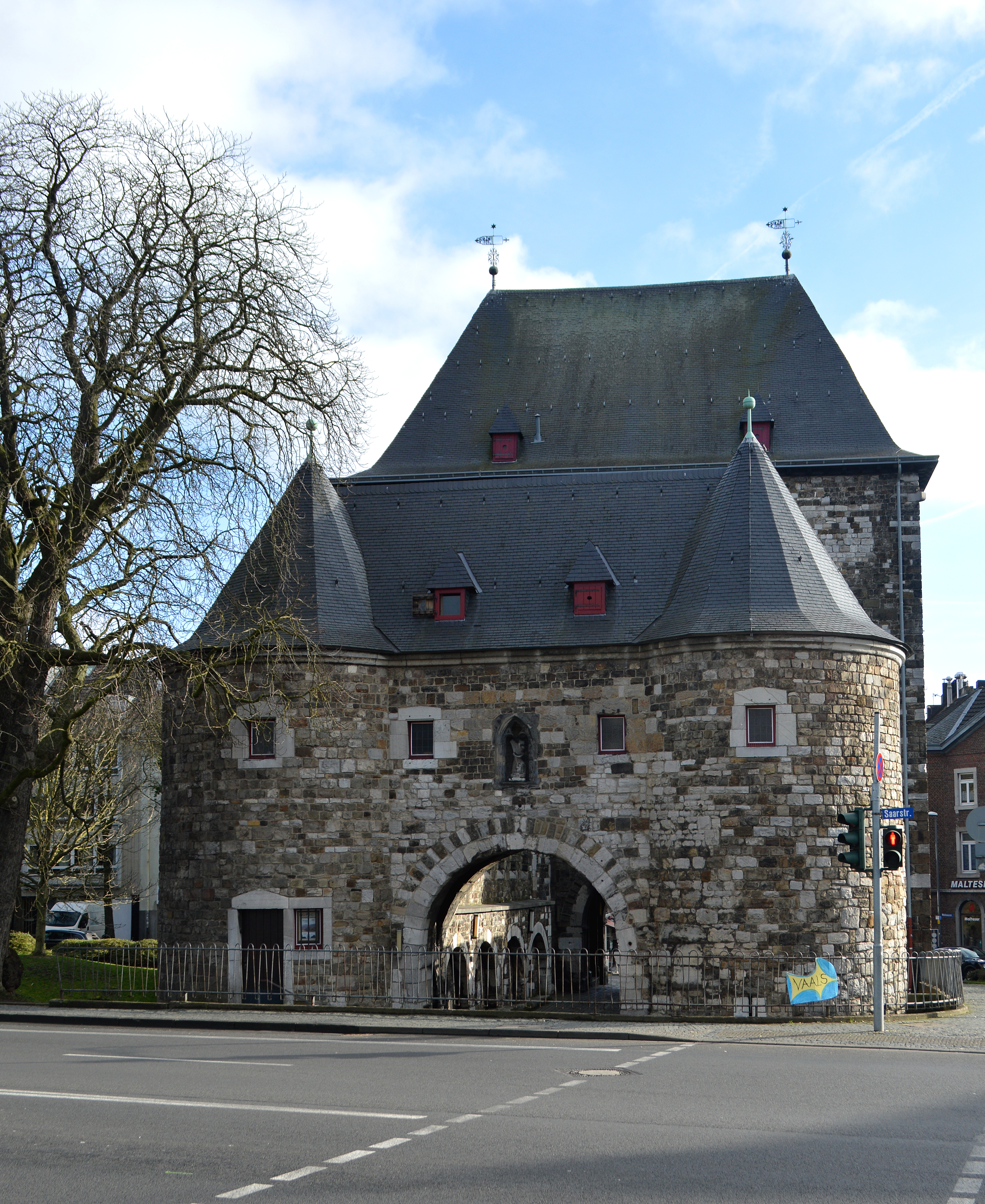
Feldseite (Norden)
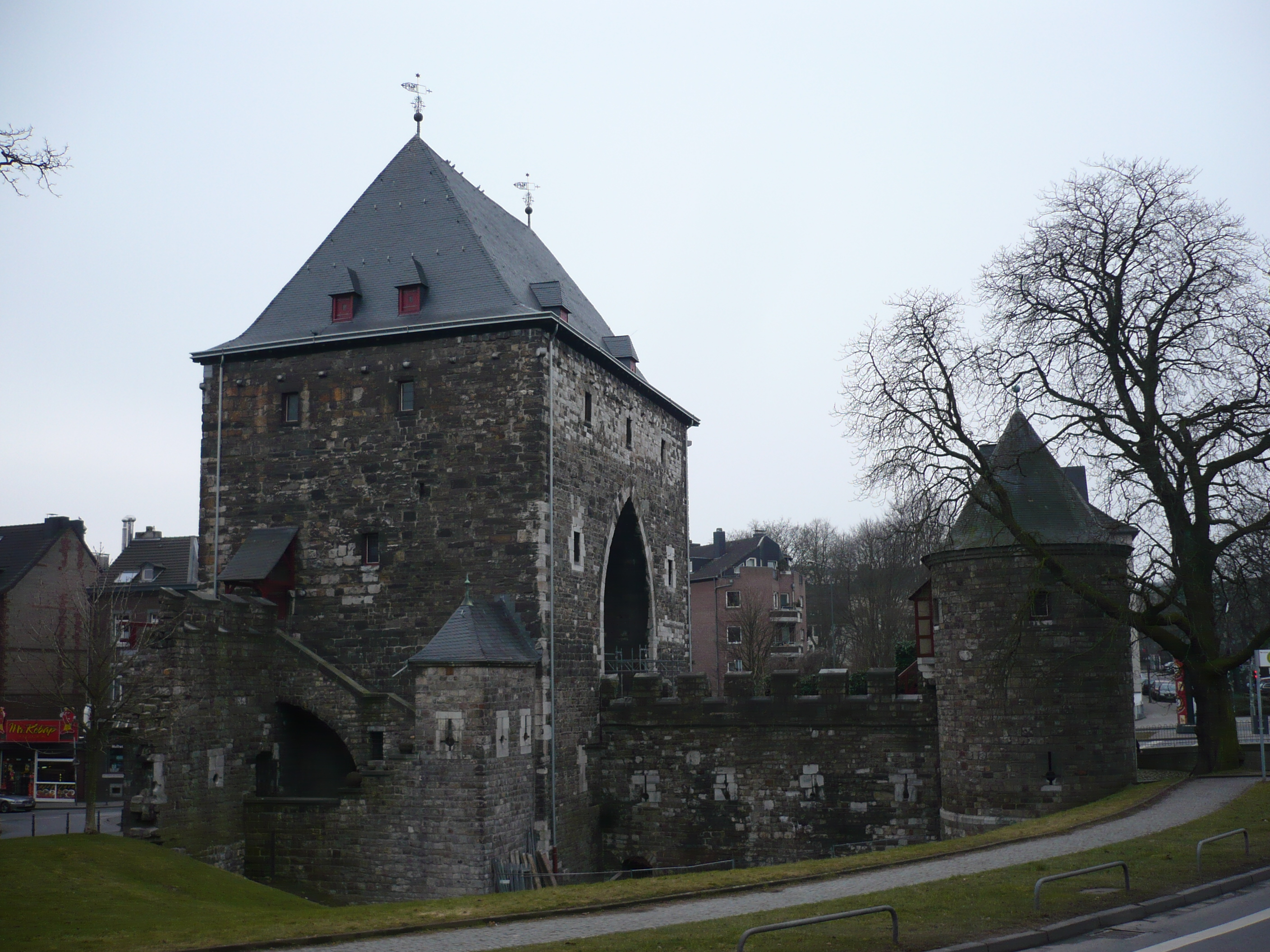
Blick von Osten
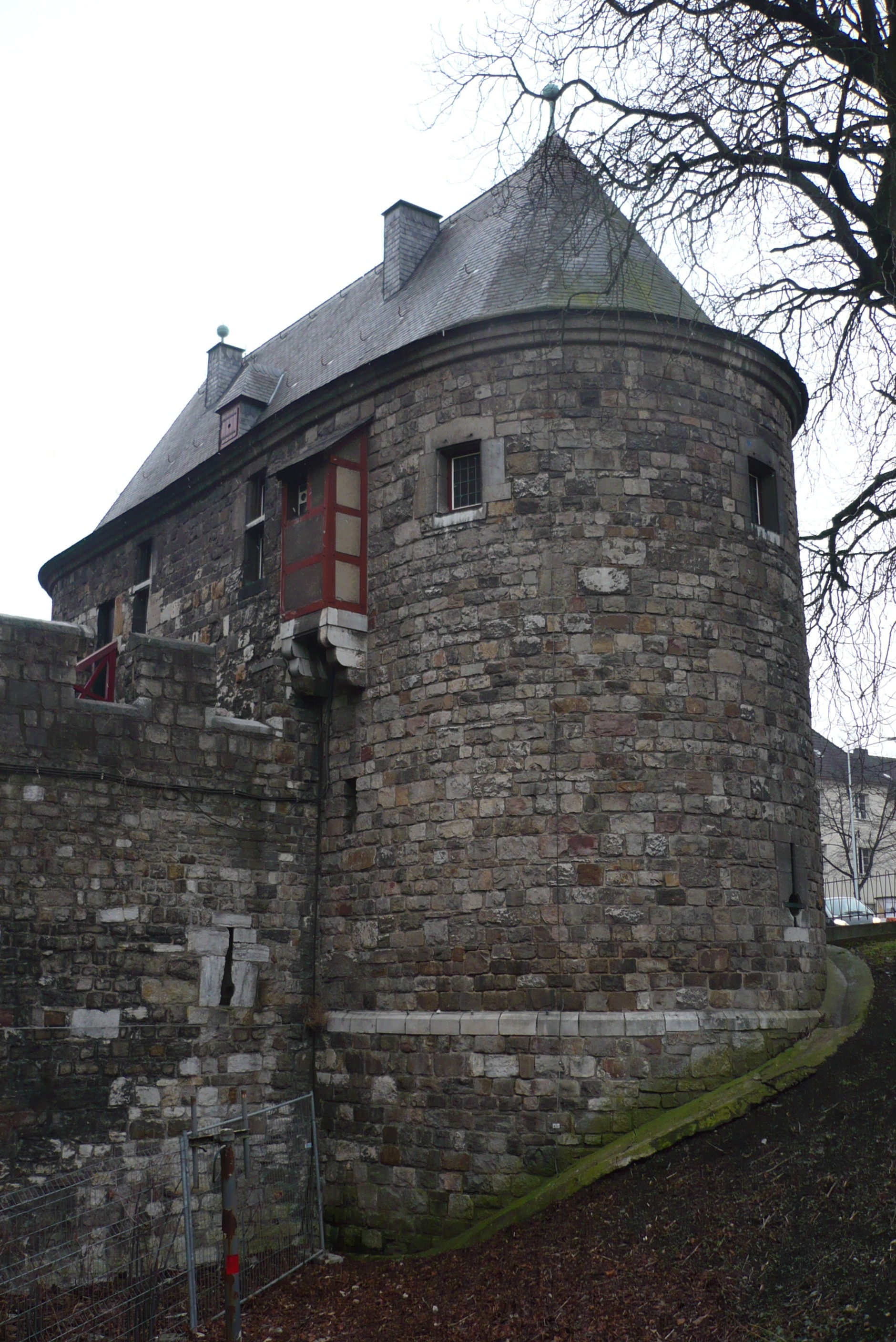
Vorburg, Blick von Osten
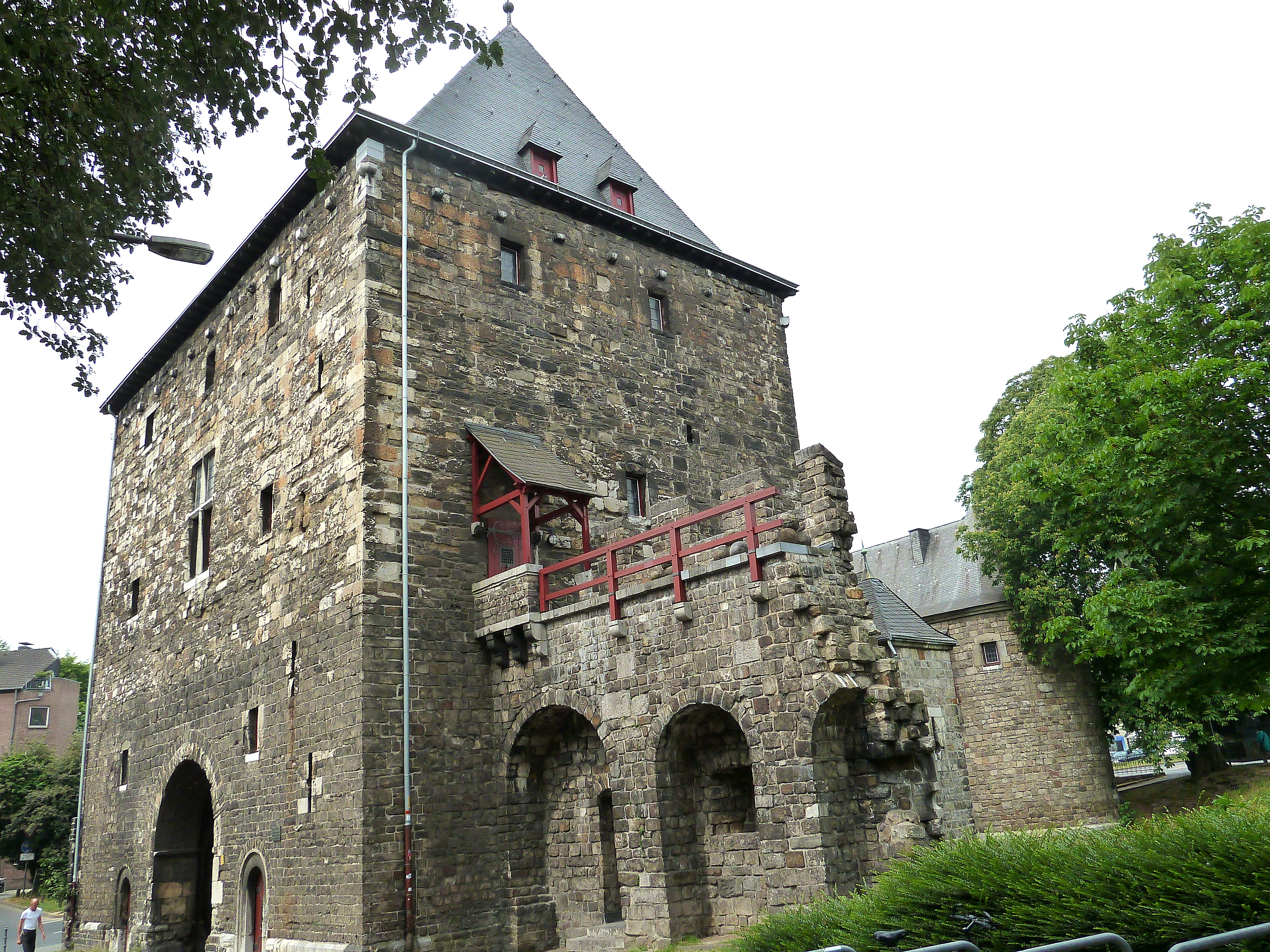
Maueransatz im Südosten, Blick auf die Stadtseite